# Republica Socialistă Sovietică Carelo-Finică
Republica Sovietică Socialistă Carelo-Finnică (în limbile finlandeză Karjalais-suomalainen sosialistinen neuvostotasavalta, rusă Карело-Финская Советская Социалистическая Республика) a fost o republică a Uniunii Sovietice constituită în 1940 și desființată în 1956.

## Istoric
Atacul Uniunii Sovietice împotriva Finlandei în timpul războiului fino-sovietic din 1939 – 1940 s-a sfârșit fără ca partea rusă să-și atingă în totalitate obiectivele propuse. În cadrul preparativelor pentru instalarea unei administrații procomuniste în Finlanda s-a numărat și separarea RSSA Carelă (parte a RSFS Ruse) și proclamarea pe 31 martie 1940 a Republicii Sovietice Socialiste Carelo-Finnică, prin unirea fostei republici autonome sovietice cu Republica Democratică Finlandeză, (creată în teritoriile cedate de Finlanda la sfârșitul războiului). Această nouă republică trebuia să amintească finlandezilor că URSS nu a renunțat la pretențiile teritoriale în Scandinavia. În timpul războiului fino-sovietic din 1941 – 1944, teritoriul sus-numitei republici sovietice a fost ocupat în mare parte din iulie 1941 până în iulie 1944. Finlanda a reușit să-și salveze independența la sfârșitul celui de-al doilea război mondial. Pe 16 iulie 1956, RSS Carelo-Finnică a fost desființată și trecută în componența RSFS Ruse ca republică autonomă (RSSA Carelă). După disoluția Uniunii Sovietice, ea devenit pe 13 noiembrie 1991 un subiect al Federației Ruse, sub numele Republica Carelia.
Carelii și finlandezii au fost tot timpul o minoritate de aproximativ 10% din populația republicii din acea vreme, singura republică sovietică în care națiunea titulară era minoritară în propria țară. O glumă rusească din acea perioadă spunea că în Karelia erau doar doi finlandezi: Finkelstein și Fininspektor, care, la o analiză mai atentă, s-au dovedit una și aceeași persoană: inspectorul financiar evreu Finkelstein.

## Politica în republică
Președintele Sovietului Suprem Carelo-Finnic (1940-1956) a fost comunistul finlandez Otto Ville Kuusinen (1881 - 1964). În Finlanda, care se refăcea cu greu după războiul civil din 1918 dintre "albii" și Gărzile de apărare muncitorești ("roșii" socialiștii), Kuusinen își câștigase un foarte prost renume. În republică, funcționa Partidul Comunist Carelo-Finic, condus de G.N. Kuprianov.